# 富士でりかぐるーぷ本社
株式会社富士でりかぐるーぷ本社（ふじでりかぐるーぷほんしゃ、英文社名：Fujidelica-Group Co., Ltd. ）は、かつて愛知県名古屋市瑞穂区に本社を置いていたフジパングループの食品メーカー（中間持株会社）。

## 概要
フジパングループ本社株式会社の子会社として2002年（平成14年）に設立。親会社の事業再編に伴い、フジパングループ内の中食商品（弁当・総菜・調理パン）製造子会社をまとめて上場させるために設立された中間持株会社であった。
グループ会社として、日本デリカーナ、日本デリカフレッシュ、フジデリカ、日本フーズデリカがあった。
最終的には親会社の意向により上場を断念し、2008年（平成20年）7月1日付でフジパングループ本社へ吸収合併されて消滅した。
本社所在地は、設立当初はフジパングループ本社内（瑞穂区松園町1丁目50番地）に事務所を構えたが、のちに近隣建物へ移転した。
移転した本社建物（瑞穂区弥富通1丁目14番地）は、会社解散後に解体され、跡地はローソン瑞穂区弥富通店を経て、かつや名古屋弥富通店となっている。

## 沿革
- 2002年（平成14年） - 株式会社富士でりかぐるーぷ本社を設立。
- 2008年（平成20年）7月1日 - 親会社のフジパングループ本社株式会社へ吸収合併[1]。

## グループ会社
- 日本デリカーナ - 日本デリカフレッシュの前身企業の一つ（本社：大阪府枚方市）。現：日本デリカフレッシュ大阪工場[6]。
- 日本デリカフレッシュ - イオングループのスーパーやミニストップ向けの中食商品製造。
- フジデリカ - ファミリーマート向けの中食商品製造。
- 日本フーズデリカ - サークルK向けの中食商品製造。2017年1月1日付でフジパングループ本社へ吸収合併され解散[7]。